# Barranc de Lloriguer
El barranc de Lloriguer és un barranc del terme municipal de Castell de Mur, a l'antic terme de Mur, en terres de l'antic poble de Puigmaçana, al Pallars Jussà.
Es forma a la part central de la Serra de Cinto, des d'on davalla cap al sud. En arribar a l'extrem nord-oriental dels Plans de Puigmaçana gira cap al sud-est. Rep per l'exquerra el Clot de Nartal i ressegueix els Plans de Puigmaçana pel costat de llevant. Troba una pedrera abandonada, a llevant, moment en què torna a girar cap al sud. Passa pel costat de ponent del Tros de Calçó i tot seguit gira cap a llevant, quasi en angle recte. Deixa a la dreta -migdia- la partida de Lloriguer, i just a ponent de la partida de lo Corral, del terme de Tremp, s'aboca en el barranc de l'Espona.